# Allonemobius
Allonemobius is een geslacht van rechtvleugeligen uit de familie krekels (Gryllidae). De wetenschappelijke naam van dit geslacht is voor het eerst geldig gepubliceerd in 1913 door Hebard.

## Soorten
Het geslacht Allonemobius omvat de volgende soorten:
- Allonemobius allardi Alexander & Thomas, 1959
- Allonemobius fasciatus De Geer, 1773
- Allonemobius fultoni Howard & Furth, 1986
- Allonemobius griseus Walker, 1904
- Allonemobius maculatus Blatchley, 1900
- Allonemobius shalontaki Braswell, Birge & Howard, 2006
- Allonemobius socius Scudder, 1877
- Allonemobius sparsalsus Fulton, 1930
- Allonemobius tinnulus Fulton, 1931
- Allonemobius walkeri Howard & Furth, 1986